# Décision (entreprise)
Décision S.A. est une entreprise installée à Écublens près de Lausanne en Suisse. Elle est spécialisée dans l'usage des matériaux composites notamment pour la construction de voiliers.

## Réalisations
Elle s'est en particulier fait connaître en travaillant sur les voiliers Alinghi et Hydroptère.ch en collaboration avec l'École polytechnique fédérale de Lausanne, mais également comme fournisseur des Mouettes genevoises et constructeur des D35 ainsi que comme constructeur des principales structures en carbone de   Solar Impulse.